# Nieszków (Ziębice)
Nieszków (niem. Reindörfel, po wojnie przejściowo Międzypole) – dawna wieś, od 1973 część miasta Ziębice na jego południu, w województwie dolnośląskim, w powiecie ząbkowickim, w gminie miejsko-wiejskiej Ziębice.
Rozpościera się wzdłuż ulic Paczkowskiej, Przemysłowej, Otmuchowskiej, Pilichowskiej, Oławskiej i Krótkiej.
W przeszłości w dawnej wsi znajdował się przysiółek Krówniki (niem. Viehhöfe). Obecnie niestandaryzowana część Ziębic. 
W latach 1946–1954 siedziba gminy Nieszków w powiecie ząbkowickim, w woj. wrocławskim. W latach 50. siedziba gromady Nieszków tamże. 1 stycznia 1973 włączony do Ziębic.